# صالح محمد ريجستاني
صالح محمد ريجستاني (ولد عام 1963، توفي عام 2021) كان كاتب فارسي وسياسي أفغاني من بنجشير. كان من أصل طاجيكي.
خلال الغزو السوفيتي لأفغانستان انضم ريجستاني لقوات أحمد شاه مسعود. في أواخر التسعينات تم تعيينه كملحق عسكري لحكومة رباني المطرودة إلى مدينة دوشنبه، طاجيكستان. بعد سقوط طالبان تم تعيينه كملحق عسكري إلى موسكو، روسيا حيث خدم حتى عام 2004.
خلال الانتخابات البرلمانية عام 2005، تم انتخابه ممثلاً عن ولاية بنجشير في مجلس النواب الأفغاني أو ووليسي جيرغا حيث خدم حتى عام 2021. تم الإبلاغ عن أنه قُتل أثناء القتال مع طالبان في أفغانستان.
كان مؤلف الكتاب الفارسي مسعود: شهيد راحيه صلح وازادي.